# Sparkassen Giro Bochum 2003
Lo Sparkassen Giro Bochum 2003, sesta edizione della corsa, si svolse il 10 agosto 2003 su un percorso di 177 km, con partenza e arrivo a Bochum. Fu vinto dal tedesco Rolf Aldag della Team Telekom davanti al danese René Jørgensen e al ceco Lubor Tesar.

## Ordine d'arrivo (Top 10)
| Pos. | Corridore         | Squadra                 | Tempo    |
| ---- | ----------------- | ----------------------- | -------- |
| 1    | Rolf Aldag        | Team Telekom            | 4h08'07" |
| 2    | René Jørgensen    | Team Fakta              | a 9"     |
| 3    | Lubor Tesar       | eD'system-ZVVZ          | a 14"    |
| 4    | Erik Zabel        | Team Telekom            | a 47"    |
| 5    | Jan Ullrich       | Team Bianchi            | s.t.     |
| 6    | Thomas Grönqvist  | Team Fakta              | a 1'21"  |
| 7    | Eddy Lembo        | Palmans-Collstrop       | s.t.     |
| 8    | Marc Streel       | Landbouwkrediet-Colnago | a 1'26"  |
| 9    | Gorik Gardeyn     | Lotto-Domo              | a 1'27"  |
| 10   | Gert Vanderaerden | Palmans-Collstrop       | s.t.     |